# Шахтёр Пьер
«Шахтёр Пьер» (валлон. Piére li houyeû) — опера бельгийского композитора Эжена Изаи на валлонском языке. Основанная на реальных событиях связанных с забастовкой шахтёров 1877 опера была впервые поставлена в Льеже в 1931 году. В использовании лейтмотивов видят влияние Вагнера на Изаи.

## История создания
Сюжет оперы основан на инциденте, произошедшем в 1877 году во время забастовки шахтеров в предместьях Льежа. Во ходе демонстрации полиция открыла огонь, а один из забастовщиков бросил гранату в полицейский участок. Жена бригадира шахтёров попыталась перехватить гранату, но граната взорвалась, и она погибла.
Уроженец Льежа Изаи был в Льеже во время беспорядков 1877 года; в библиотеке консерватории Льежа сохранился юношеский черновик с описанием персонажей, их костюмов и сюжета на французском языке. Музыка черновика не вошла в окончательную версию оперы.
Изаи вернулся к работе над оперой в конце жизни. В ноябре 1929 года Изаи закончил клавир примерно половины оперы. 10 декабря композитор писал жене, что хотел бы завершить работу как можно скорее — Делкур полагает, что речь в письме идёт о «Шахтёре Пьере». Полный клавир оперы (Mus. Ms. 147/2 королевской библиотеки Бельгии) подписан 1930-м годом.

## Действующие лица
| Партия          | Голос   | Исполнитель на премьере 4 марта 1931 Дирижёр: Франсуа Гайар |
| --------------- | ------- | ----------------------------------------------------------- |
| Пьер            | тенор   | Альфред Легран                                              |
| Амели, его жена | сопрано | Ивонн Изаи                                                  |
| Жак, его отец   | баритон | Жак Жаннотт                                                 |
| Первый шахтёр   |         |                                                             |
| Второй шахтёр   |         |                                                             |
| Третий шахтёр   |         |                                                             |
| Монах           |         |                                                             |
| Хор             |         |                                                             |

## Сюжет
Пьер, бригадир шахтёров, неохотно соглашается стать лидером группы бастующих шахтёров. В разгар конфликта Пьер предлагает заложить бомбу в доме директора шахты, которого он считает виновным в тяжелой жизни рабочих. Жена Пьера, Амели, случайно узнаёт об этом плане и умоляет мужа пересмотреть его. Несмотря на мольбы жены, Пьер решает привести план в исполнение. Он пробирается в дом директора и устанавливает бомбу. Его приветствуют товарищи-шахтёры. В попытке помешать Пьеру стать убийцей Амели бросается в дом директора и пытается обезвредить бомбу, но она взрывается в её руках. Пьер, потрясённый жертвой жены, уходит в монастырь.

## Текст оперы
В королевской библиотеке Бельгии хранятся четыре рукописи оперы Mus. Ms. 147/1 — партитура для оркестра, 147/2 — переложение для хора и фортепиано, 147/3 — инструментальные партии и 147/4 — вокальные партии:
- 147/1, подписана Эженом Изаи, датирована 20 марта 1930. После смерти композитора его старший сын Габриэль посвятил рукопись королеве Елизавете.[2] Партия хора представлена в партитуре только частично.
- 147/2, включает дополнительный текст отсутствующий в 147/1.
- 147/3, 48 инструментальных партий.
- 147/4, 57 вокальных партий для певцов хора.

Текст оперы написан на льежском диалекте валлонского языка, однако включает ряд галлицизмов. Текст сохранившийся на записи 1951 года не всегда соответствует манускриптам и как правило предпочитает валлонские или льежские синонимы французским: ср. dji sôdje (запись 1951 года) / dji rêve (147/1) / je rêve (фр.).
Для Ивонн Изаи Франсуа Гайар перевёл партию Амели на французский язык. Перевод предназначался для вокального исполнения и сохранил соответствие текста музыке, в ущерб точности перевода с валлонского. В 2006 Мартин Виллемс полностью перевела текст оперы.

## Постановки и записи
Опера была впервые опубликована через семьдесят пять лет после создания, в 2005 году, и исполняется редко.
Впервые поставлена 4 марта 1931 года, в рамках концерта посвященного творчеству композитора. На концерте присутствовала королева Бельгии Елизавета, талантливая скрипачка и ученица Изаи. Благодаря вмешательству королевы концерт транслировался по радио, что позволило уже очень больному Изаи слушать концерт в больничной палате. Постановка имела успех: на следующий день газета La Wallonie (фр. La Wallonie) писала о «шахтёрах-забастовщиках, в которых автор видит воинов правосудия», а 6 марта Le Soir (фр. Le Soir) писала, что в то время как театр на валлонском традиционно ограничивался фарсами, «Шахтёр Пьер» стал невиденным дотоле явлением на валлонской сцене, раскрывшим драматическую мощь языка.
25 апреля опера была поставлена в «Ла Монне» в Брюсселе, в присутствии самого Изаи. Это стало последним появлением композитора на публике — он скончался 12 мая.
В 1951 году по случаю двадцатилетия со смерти композитора Национальный институт радиовещания (фр. Institut national de radiodiffusion) записал исполнение оперы оркестром под управлением Франсуа Гайара.
В 1960-х Национальный оркестр Бельгии под управлением Рене Дефоссе записал увертюру к «Шахтёру Пьеру» (René Defossez: Concerto pour piano et orchestre — Eugène Ysaye: Exil — Piér li Houyeu, Decca 143 248).
11 октября 2006 королевская опера Валлонии поставила оперу в память о катастрофе в Буа-дю-Казье (1956) — эта постановка была записана на двойном компакт-диске: Piére li houyeû, Гилен Жирар (сопрано), Алан Габриэль (тенор), Патрик Делкур (баритон), оркестр и хор Королевской Оперы Валлонии под руководством Жана-Пьера Хака. Musique en Wallonie Архивная копия от 30 марта 2005 на Wayback Machine MEW 0844-0845, 2008, 2 CD.